# کارین ایسوبه
کارین ایسوبه (انگلیسی: Karin Isobe; ۲۶ مهٔ ۱۹۹۴ –) خواننده، و صداپیشه اهل ژاپن است. وی از سال ۲۰۱۴ میلادی تاکنون مشغول فعالیت بوده‌است.